# Mgarr ix-Xini pumpstation

Ett diagram över pumpstationens underjordiska sektion.

Mgarr ix-Xini pumpstation är en nedlagd pumpstation för sötvatten i Mgarr ix-Xini dalen. Stationen brukade stå för mycket av vattenförsörjningen för ön Gozo, Malta. I slutet av 1880-talet begärde viceguvernören Hely-Hutchinson en utredning av vattenförsörjningen på Gozo av ingenjören Osbert Chadwick. Gozo var vid denna tid beroende av vatten från naturliga källor och ytavrinning. Efter observationer av vegetationen som växte djupt nere i Mgarr ix-Xini dalen insåg Chadwick att det fanns en vattenkälla nära ytan. Hans tidigare erfarenhet med pumpstationer på Malta fick honom att tro att denna källa skulle kunna vara användbar för de omkringliggande byarna. Chadwick rapporterade även källor i närheten av Ghajnisielem.
Fram tills 1887 fanns det ingen oro för vattenförsörjningen i regionen. Vintern 1887 förändrade detta, då bristen på nederbörd under vintern orsakade vattenbrist. På grund av detta, föreslog ingenjören Giorgio Costantino Schinas i januari 1888 att vatten skulle pumpas från källan vid Ghajsnielem. Denna lösning valdes framför pumpning från Chadwicks föreslagna källa i Mgarr ix-Xini-dalen eftersom inga tester av källan hade utförts. År 1896 visade sig dock källorna vara otillräckliga, och man började testa vattenkällan i dalen.
Slutligen visade sig att Chadwick hade rätt gällande dalen, och byggandet av vattenstationen påbörjades. Kammare grävdes ut på dalens södra sida och anslöts sedan till reservoarer. En bro uppfördes över dalen som stöd till en rörledning som ledde vatten till en reservoar i den högt belägna byn Nadur. En annan rörledning försåg en reservoar vid Ta' Cenc med vatten. Pumpmekanismen drevs av kol, och från 1949 av ett elektriskt system.

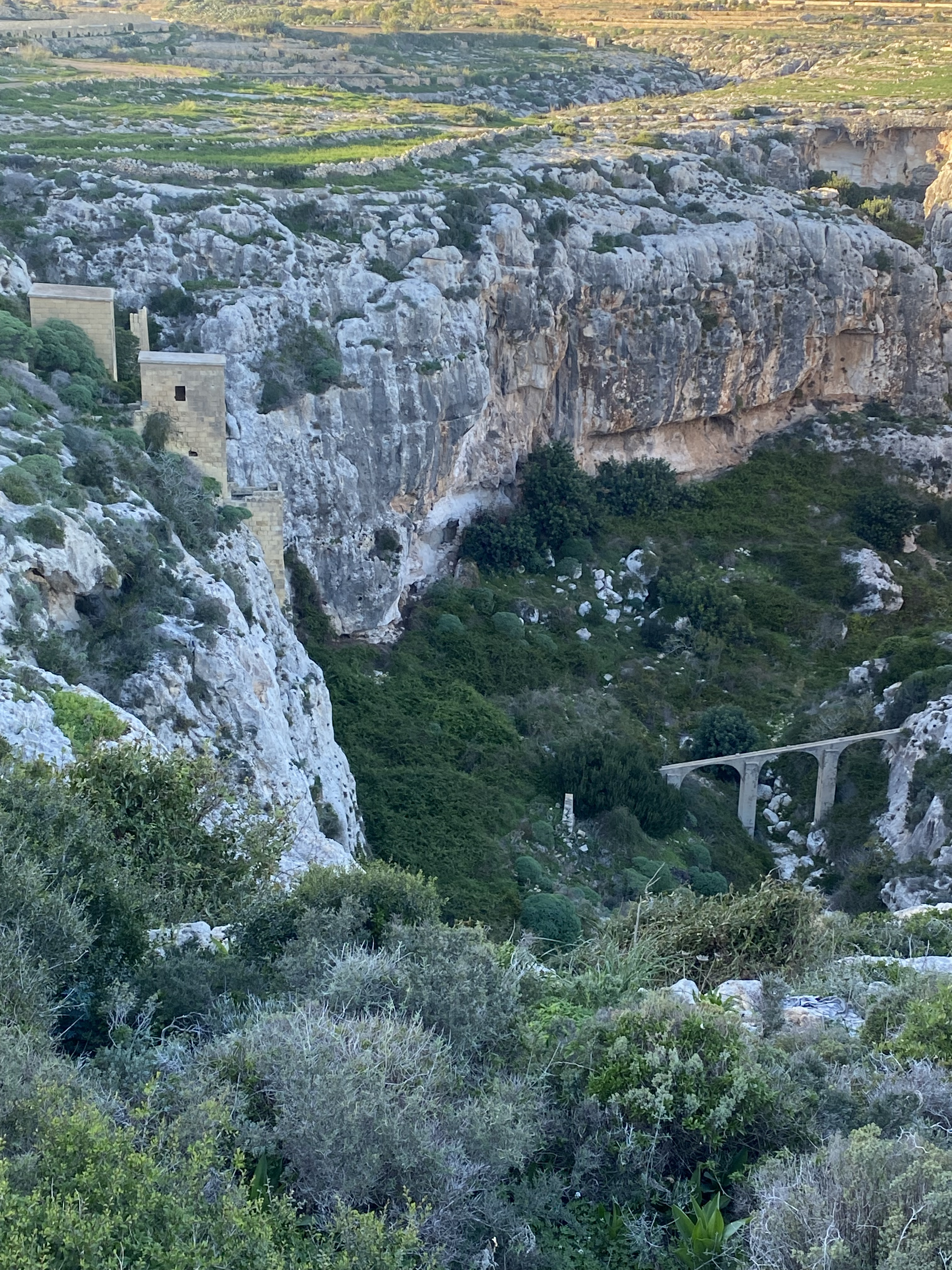
Mgarr ix-Xini pumpstation.